# Lindsay Armaou

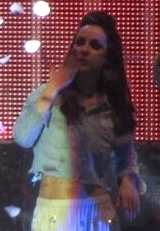
Lindsay Armaou

Lindsay Gael Christina Armaou (Athene, 18 december 1977) is een Ierse zangeres en muzikant. Ze werd vooral bekend als deel van de meidengroep B*Witched.
Kort nadat die groep in 2002 uit elkaar ging begon Armaou haar solocarrière. Tot de eerste helft van 2006 echter heeft ze nog geen albums of singles uitgebracht.
Lindsay Armaou heeft sinds enkele jaren een relatie met Lee Brennan, zanger van de groep 911. In september 2006 zijn de twee getrouwd.